# Clausura de relación
En matemática, sea una relación {\displaystyle R} sobre un conjunto {\displaystyle A}, la clausura o cierre de {\displaystyle R} es la menor relación que contiene a {\displaystyle R} y cumple con una propiedad dada. Tales propiedades pueden ser la transitividad, reflexividad o simetría, en cuyo caso la clausura se llama, respectivamente, clausura transitiva (CT({\displaystyle R})), reflexiva (CR({\displaystyle R})) o simétrica (CS({\displaystyle R})).
Cada una de estas clausuras C({\displaystyle R}) verifica:
1. {\displaystyle R\subseteq C(R)}
2. {\displaystyle C(R)\,} es transitiva (reflexiva, simétrica)
3. Si {\displaystyle R'\,} es una relación transitiva (reflexiva, simétrica) tal que {\displaystyle R\subseteq R'}, entonces {\displaystyle C(R)\subseteq R'}

- Datos: Q3753945